# Pifre
El pifre, o pífol a Mallorca i Menorca, (de l'alemany pfeiffen, flauta) és un instrument musical aeròfon de la família del vent fusta. Es tracta d'una petita flauta travessera que toca en registres molt aguts.
Durant el Renaixement comencen a desenvolupar-se, a Alemanya i Suïssa, les flautes travesseres. Se'n fan de diverses mides per a obtenir diversos registres. Les flautes de mides més grans van ser ben acollides en l'àmbit de la música culta de manera que van evolucionar cap a l'actual flauta travessera. Per la seva banda, les més petites van tenir molt èxit, pel seu registre agut i estrident, en l'àmbit de la música militar.
A mitjans del segle xvi els soldats suïssos tenien plenament incorporat aquest instrument en les seves bandes, de manera que aviat el pifre va ser conegut arreu d'Europa amb el nom de "flauta suïssa" o, en alemany, schweitzer pfeiffen, d'on deriva el seu nom.